# Antecedentes del conflicto armado interno de Colombia
Los antecedentes del conflicto armado interno de Colombia son aquellos acontecimientos históricos y periodos de la historia colombiana que preceden al periodo de 1960 hasta la actualidad en que se desarrolla el conflicto armado interno de Colombia, teniendo en cuenta los ensayos de la Comisión Histórica del Conflicto y sus Víctimas de 2015 como lo son:
- Guerras civiles del siglo XIX.
- La guerra de los Mil Días
- El Bogotazo.
- La Violencia.
- Los Gobiernos de Gustavo Rojas Pinilla y la Junta Militar.

## Guerras civiles delSigloXIXy la guerra de los Mil Días
Desde la independencia de Colombia en 1819 y la desintegración de la república creada por Bolívar en 1830, el país no ha estado ajeno a la violencia bipartidista, hecho que fue evidente en las numerosas guerras civiles que se desarrollaron durante el siglo XIX culminando en la guerra de los Mil Días (1899-1902).
Solo entre 1902 y 1946, Colombia gozó de una relativa paz (a excepción de hechos como la Masacre de los Sastres y la Masacre de las Bananeras en 1928 y la guerra colombo-peruana de 1932 a 1933), primero bajo los gobiernos de la hegemonía conservadora (1886-1930) y luego con los presidentes reformistas liberales (1930-1946). No obstante, el conflicto se reactivaría a partir de 1946 cuando el partido Liberal perdió las elecciones cediendo el control al conservador Mariano Ospina Pérez. En las áreas rurales del centro y sur del país (en las regiones andinas), estallaron violentas luchas entre seguidores de uno y otro partido atizadas por la creciente participación de la Policía (denominada Policía Política por la oposición) en favor de las huestes conservadoras. Estas acciones dejaron 14.000 muertos ya en 1947. Sin embargo el verdadero punto de no retorno en la confrontación llegaría poco después.

## El BogotazoyLa Violencia bipartidista
El 9 de abril de 1948, fue asesinado en Bogotá el jefe liberal Jorge Eliécer Gaitán. Este crimen generó un cruento levantamiento popular en la capital, que se extendió al resto de la nación, conocido como el Bogotazo, recrudeciendo La Violencia. Al menos 3500 personas murieron en los combates que se extendieron por una semana. No obstante, el gobierno de Ospina Pérez logró aplastar la revuelta y el primer mandatario culminó su periodo en 1950. Si bien en un principio accedió a establecer un gobierno de coalición, el intento del partido liberal por juzgar al presidente en el parlamento lo decidió a declarar el Estado de sitio y a asumir poderes dictatoriales. En consecuencia para las elecciones presidenciales de noviembre de 1949, el Partido Liberal alegando falta de garantías, no presentó su candidato. Esto facilitó el triunfo del Partido Conservador en cabeza de Laureano Gómez, quien continuó y profundizó la política de seguridad de su antecesor frente a la violencia partidista, política que no contemplaba negociar con los rebeldes y claramente se orientaba hacia una verdadera guerra de exterminio contra sus contradictores políticos.
La política de represión a ultranza provocó la conformación de guerrillas liberales para oponerse al autoritarismo del gobierno conservador. Además de dichas agrupaciones (que operaban principalmente en los Llanos Orientales, sur del Tolima, Sumapaz, Magdalena Medio santandereano y Antioquia), en varias regiones se conformaron grupos armados irregulares, tanto por parte de sectores afines al gobierno (pájaros, chulavitas y contraguerrillas) como por los miembros del Partido Comunista. La fuerza adquirida por estos grupos insurgentes, quedó de manifiesto el 12 de julio de 1952, cuando las cuadrillas del Llano al mando de Guadalupe Salcedo, emboscaron a una columna de 100 efectivos del Ejército Nacional en El Turpial (Puerto López, Meta) y dieron de baja a 96 soldados.

## Gobierno de Gustavo Rojas Pinilla (1953-1957)

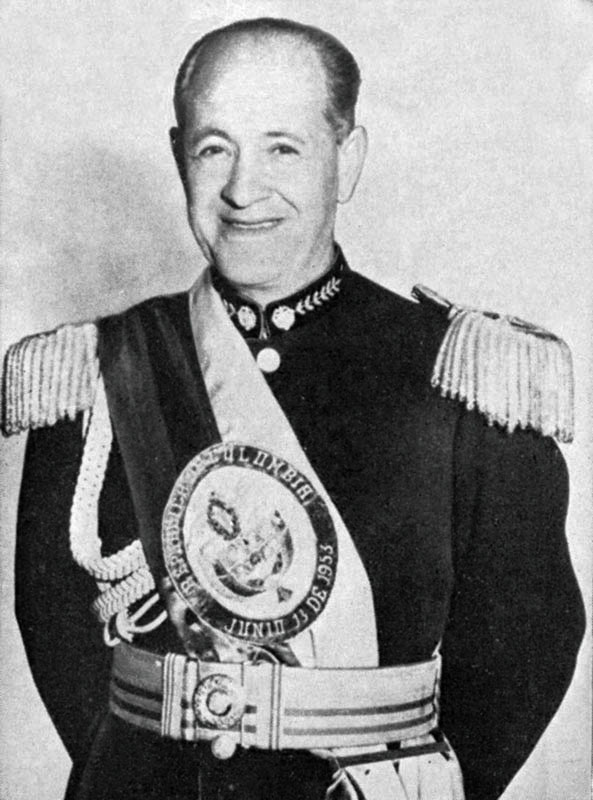
General Gustavo Rojas Pinilla, presidente de Colombia entre 1953-1957

El fracaso de las políticas oficiales, la agudización del conflicto que derivaba hacia una completa guerra civil y la desconfianza que inspiraban las actitudes personales de un Gómez proclive al fascismo , llevaron a que este perdiera buena parte del apoyo del establecimiento, y a que en junio de 1953 el Ejército Nacional secundado por la clase política tradicional, le propinara un golpe de Estado. El poder fue asumido por el general Gustavo Rojas Pinilla.
Inmediatamente Rojas Pinilla buscó un acercamiento con los líderes de las guerrillas liberales garantizandoles una amnistía parcial. La mayoría se acogió a los términos de la misma y se desmovilizó entre agosto y octubre de 1953, desactivando la aguda situación de Violencia; la excepción fueron las guerrillas comunistas como la de  Jacobo Prías Alape o ‘Charro Negro’, siguieron combatiendo en el sur de Tolima y norte de Cauca. Sin embargo, menos de un año después, la masacre de junio de 1954 en la cual murieron una decena de estudiantes en Bogotá,  a manos del Batallón Colombia abrió un nuevo periodo de guerra. El General Rojas prohibió al Partido Comunista Colombiano, acusado de querer desestabilizar su gobierno, e inició una intensa persecución contra sus cuadros, cercando y hostigando sus áreas de influencia: todo culminó en la llamada Guerra de Villarrica en el Tolima, entre noviembre de 1954 y junio de 1955. Producto de este choque las guerrillas comunistas debieron replegarse desde el Sumapaz tolimense hacia pequeños enclaves en la Cordillera Oriental: Alto Sumapaz cundinamarqués, El Pato, río Ariari y el  río Guayabero. El conflicto contra los grupos comunistas también se agravó en el triángulo Huila-Tolima-Cauca. Por añadidura el asesinato de varios de los jefes liberales amnistiados como Guadalupe Salcedo y el incumplimiento de las promesas oficiales, contribuyó a que en breve plazo muchas de las cuadrillas subversivas liberales se rearmaran (excepto las llaneras) y volvieran a combatir contra el gobierno, si bien esta segunda insurgencia estaba dirigida claramente contra el Estado y no tenía ya móviles partidistas. En todo caso fue mucho más limitada y se concentró en el sur del Tolima, el Magdalena Medio y las regiones cafeteras (Viejo Caldas, Valle del Cauca y norte del Tolima), zonas que además se vieron sometidas a la violencia terrorista de los denominados Pájaros y Chulavitas, que estaban al servicio de los terratenientes conservadores.
En todo caso la dirigencia tradicional del estamento bipartidista, preocupada por las acciones populistas de Rojas Pinilla, promovió apoyada en las clases populares opuestas al régimen militar, un paro nacional en mayo de 1957. Sin el apoyo incondicional del Ejército Nacional, que le retiró su beneplácito en el último momento, el Teniente General tuvo que renunciar a la presidencia el 10 de mayo. El poder fue asumido entonces por una Junta Militar de transición mientras se reanudaba el sistema político democrático tradicional colombiano. Se calcula que aproximadamente 175.000 personas fueron asesinadas, y más de dos millones de colombianos debieron huir del campo hacia las ciudades durante La Violencia.

## Junta militar y Frente Nacional
Los líderes de los partidos Liberal y Conservador finalmente acordaron que, durante un nuevo período de transición iniciado en 1958 y que se extendería por los próximos cuatro períodos presidenciales (16 años), ambas agrupaciones se alternarían en el poder. Este sistema se denominó el Frente Nacional y fue concebido como una forma de terminar de una vez por todas con el conflicto bipartidista de los años 50´s.
Si bien el Frente Nacional logró cumplir ese objetivo, con el tiempo también se hizo claro que las esperanzas de cambio que la paz había traído a la población campesina habían sido defraudadas. Y además que en la práctica el Frente Nacional obstaculiza la posibilidad de participación de grupos políticos distintos a los partidos tradicionales, lo cual desembocará en la creación de las guerrillas.
| Antecedentes del conflicto armado interno de Colombia | Posterior                                                  |
| ----------------------------------------------------- | ---------------------------------------------------------- |
| 1928-1958                                             | Conflicto armado interno de Colombia en el Frente Nacional |